# Кржемінський Казимир Олександрович
Казимир Олександрович Кржемінський (рос. Казимир Александрович Кржеминский) (13 грудня 1884, Варшава — 28 серпня 1937, Москва) — російський радянський дипломат. Генеральний консул РРФСР в Києві (Українська Держава) (07.1918-10.1918).

## Біографія
Народився 13 грудня 1884 року в Варшаві.
З липня 1918 по жовтень 1918 р. — генеральний консул РРФСР в Києві (Українська Держава)
У 1922 році — завідувач Відділом Балканських країн Наркомату іноземних справ РРФСР.
У 1924 році — повірений у справах СРСР в Латвії.
У 1926 році — Генеральний консул СРСР в Тегерані.
До червня 1937 року працював доцентом Московського інституту інженерів транспорту
3 червня 1937 року заарештований
25 серпня 1937 року звинувачений в участі в контрреволюційній терористичній організації і в підготовці терористичних актів
28 серпня 1937 року розстріляний, похований на території Донського монастиря в Москві.
9 червня 1956 року реабілітований військовою колегією Верховного Суду СРСР.